# Международный конкурс артистов балета в Варне
Международный конкурс артистов балета в Варне (англ. Varna International Ballet Competition) — старейший и один из самых престижных конкурсов артистов балета.
Конкурс был организован в 1964 году в городе Варне, в Болгарии, благодаря инициативе болгарского дирижёра Эмила Димитрова

«Он был первым, кто организовал конкурс артистов балета, мы не можем сейчас этого понять, но конкурс в Варне был самым первым в мировой истории международным конкурсом артистов балета, на который съехались самые лучшие артисты со всего света, и уже потом, основываясь на опыте Варны, появились конкурсы в других городах мира»— Владимир Васильев
Проходил ежегодно, а с 1966 года стал устраиваться раз в два года (вместо 1982 прошёл в 1983 году).

## Члены жюри и лауреаты конкурса
| Год             | Члены жюри | Гран-при (Особое отличие)  | Первая премия | Вторая премия | Третья премия | Другие награды |  |
| --------------- | --- | -------------------------- | --- | --- | --- | --- |  |
| 1964 2—13 июля  | - Галина Уланова (СССР) - Алисия Алонсо (Куба) - Татьяна Вечеслова (СССР) - Genevieve Guillot (Франция) - Elisabeth Kennedy (Великобритания) - Ursula Kollein (Германия) - Vera Kostic (Сербия) - Maria Krziszkowska (Польша) - Zsuzsa Kun (Венгрия) - Серж Лифарь (Франция) - Фёдор Лопухов (СССР) - Vasile Marcu (Румыния) - Jiri Nemecek (Чехословакия) - Арнольд Хаскелл (Великобритания) | - Владимир Васильев (СССР) | - Сергей Викулов (СССР) - Никита Долгушин (СССР) … - Вера Кирова (Болгария) - Екатерина Максимова (СССР) - Алла Сизова (СССР)        | - Muzafar Burkhanov (СССР) - Woiczech Wiselowski (Польша) - Jozef Forgacz (Венгрия) - Vsevolod Stefanski (Румыния) … - Kalina Bogoeva (Болгария) - Marta Drotnerova (Чехословакия) - Krassimira Koldamova (Болгария) - Мирта Пла (Куба) - Magdalena Popa (Румыния) - Малика Сабирова (СССР) | - Konstantin Damyanov (Болгария) - Ichko Lazarov (Болгария) - Rodolfo Rodriguez (Куба) … - Maria Kerkesi (Венгрия) - Jozefina Mendez (Куба) - Margarita Trayanova (Болгария)          | |  |
| 1965 10—23 июля | - Галина Уланова (СССР) - Алисия Алонсо (Куба) - Эрик Брун (Дания) - Соня Гаскелл (Голландия) - Lilo Gruber (Германия) - Oleg Danovski (Румыния) - Ивонн Джорджи (Германия) - Фёдор Лопухов (СССР) - Pino Mlakar (Сербия) - Jiri Nemecek (Чехословакия) - Liciana Novaro (Италия) - Valerii Szaewski (Польша) - Фредерик Франклин (США) - Дьюла Харангозо (Венгрия) - Арнольд Хаскелл (Великобритания) - Людмила Черкасова (СССР) |                            | - Михаил Лавровский (СССР) - Владимир Тихонов (СССР) … - Лойпа Араухо (Куба) - Наталия Бессмертнова (СССР) - Наталия Макарова (СССР) | - Лев Асауляк (СССР) … - Аврора Бош (Куба) - Jozefina Mendez (Куба) | - Leo Ahonen (Финляндия) - Rudolph Budavary (Венгрия) - Ivan Nagy (Венгрия) - Hideo Fukagawa (Япония) … - Katerina Ilieva (Болгария) - Ildiko Kaszas (Венгрия) - Римма Шлямова (СССР) | |  |
| 1966 16—30 июля | - Галина Уланова (СССР) - Алисия Алонсо (Куба) - Lilo Gruber (Германия) - Oleg Danovski (Румыния) - Алексей Ермолаев (СССР) - Jiri Nemecek (Чехословакия) - Evgenii Paplinski (Польша) - Leonidas de Pian (Греция) - Heinz Roen (Германия) - Фредерик Франклин (США) - Арнольд Хаскелл (Великобритания) - Imre Eck (Венгрия) | Старшая группа             | - Юрий Владимиров (СССР) … - Аврора Бош (Куба) - Marta Drotnerova (Чехословакия) - Нина Сорокина (СССР)                              | - Konstantin Damyanov (Болгария) … - Светлана Колыванова (СССР) - Габриэла Комлева (СССР) - Мирта Пла (Куба) | - Борис Акимов (СССР) - Виталий Афанасков (СССР) … - Maria Arady (Венгрия) - Ivanka Yotova (Болгария)                                                                                 | Четвёртая премия - Ester Avva (Венгрия) - Attila Galovicz (Венгрия) |  |
|                 | - Галина Уланова (СССР) - Алисия Алонсо (Куба) - Lilo Gruber (Германия) - Oleg Danovski (Румыния) - Алексей Ермолаев (СССР) - Jiri Nemecek (Чехословакия) - Evgenii Paplinski (Польша) - Leonidas de Pian (Греция) - Heinz Roen (Германия) - Фредерик Франклин (США) - Арнольд Хаскелл (Великобритания) - Imre Eck (Венгрия) | Младшая группа             | - Михаил Барышников (СССР) … - Ольга Вторушина (СССР) - Marin Stefanesku (Румыния) - Мартин ван Хамел (Канада)                       | - Myrta Garcia (Куба) - Ирина Прокофьева (СССР) - Christina Saru (Румыния) - Ирина Холина (СССР) | | |  |
| 1968 8—20 июля  | - Галина Уланова (СССР) - Алисия Алонсо (Куба) - Esmee Bulnes (Италия) - Jiri Blazek (Чехословакия) - Соня Гаскелл (Голландия) - Лиан Дейде (Франция) - Mary Day (США) - Джон Кранко (Германия) - Maria Krziszkowska (Польша) - Биргит Кульберг (Швеция) - Doris Laine (Финляндия) - Vasile Marcu (Румыния) - Katarina Obradovic (Сербия) - Tenasup Onad (Турция) - Эльза Марианна фон Розен (Дания) - Том Шиллинг (Германия) - Imre Eck (Венгрия)                                                                                              | Старшая группа             | - Вилен Галстян (СССР) … - Галина Рагозина (СССР)                                                                                    | - Вадим Гуляев (СССР) … - Наталья Большакова (СССР) | - Roland Gawlik (Германия) … - Hannelore Bei (Германия) - Светлана Ефремова (СССР) | Четвёртая премия - Hans Jakob Kolgard (Дания) - Николай Сергеев (СССР) … - Динна Бьёрн (Дания) - Margarita Dimitrova (Болгария) - Kyoko Ishimatsu (Япония) - Maria-Elena Liorente (Куба) Пятая премия - Ferenc Barbay (Венгрия) - Lyudmil Boubov (Болгария) - Sandor Nemety (Венгрия) - Lila Partay (Венгрия) - Nina Petrovska (Болгария) |  |
|                 | - Галина Уланова (СССР) - Алисия Алонсо (Куба) - Esmee Bulnes (Италия) - Jiri Blazek (Чехословакия) - Соня Гаскелл (Голландия) - Лиан Дейде (Франция) - Mary Day (США) - Джон Кранко (Германия) - Maria Krziszkowska (Польша) - Биргит Кульберг (Швеция) - Doris Laine (Финляндия) - Vasile Marcu (Румыния) - Katarina Obradovic (Сербия) - Tenasup Onad (Турция) - Эльза Марианна фон Розен (Дания) - Том Шиллинг (Германия) - Imre Eck (Венгрия)                                                                                              | Младшая группа             | - Bisser Deyanov (Болгария) - Jan Nuits (Бельгия) … - Myrta Garcia (Куба)                                                            | - Jorje Esquivel (Куба) … - Evgenia Krasteva (Болгария) - Рита Пулворде (Бельгия) - Katalin Czarnay (Венгрия) | - Irina Brescher (Румыния) - Sonia Dimitrescu (Румыния) - Vihra Terzieva (Болгария)                                                                                                   | |  |
| 1970 12—25 июля | - Галина Уланова (СССР) - Алисия Алонсо (Куба) - Witold Borkowski (Польша) - Jeanne Brabants (Бельгия) - Лиан Дейде (Франция) - Doris Laine (Финляндия) - Irinel Luciu (Румыния) - Sonia Morianova (Греция) - Jiri Nemecek (Чехословакия) - Dimitrije Parlic (Сербия) - Эльза Марианна фон Розен (Дания) - Hans Snoeck (Голландия) - Yokiko Tomoi (Япония) - Силия Франка (Канада) - Арнольд Хаскелл (Великобритания) - Hedwing Hidas (Венгрия) - Klaus Schultz (Германия)                                                                      | Старшая группа             | - Ева Евдокимовa (США) | - Алексей Юденич (США) … - Myrta Garcia (Куба) - Елена Евтеева (СССР) - Hideo Fukagawa (Япония) | - Вадим Бударин (СССР) - Bisser Deyanov (Болгария) … - Margarita Dimitrova (Болгария) - Евгения Крастева (Болгария) - Барбара Сандонато (США) - Татьяна Таякина (СССР)                | Четвёртая премия - Валерий Ковтун (СССР) - Jorje Esquivel (Куба) - Nadya Potts (Канада) - Людмила Синельникова (СССР) |  |
|                 | - Галина Уланова (СССР) - Алисия Алонсо (Куба) - Witold Borkowski (Польша) - Jeanne Brabants (Бельгия) - Лиан Дейде (Франция) - Doris Laine (Финляндия) - Irinel Luciu (Румыния) - Sonia Morianova (Греция) - Jiri Nemecek (Чехословакия) - Dimitrije Parlic (Сербия) - Эльза Марианна фон Розен (Дания) - Hans Snoeck (Голландия) - Yokiko Tomoi (Япония) - Силия Франка (Канада) - Арнольд Хаскелл (Великобритания) - Hedwing Hidas (Венгрия) - Klaus Schultz (Германия)                                                                      | Младшая группа             | - Rosario Suarez (Куба) | - Mariana Deneva (Болгария) | - Lasaro Careno (Куба) - Ildiko Pongor (Венгрия) | |  |
| 1972 11—26 июля | - Галина Уланова (СССР) - Алисия Алонсо (Куба) - Hanna Voos (Бельгия) - Лиан Дейде (Франция) - Maria Krziszkowska (Польша) - Биргит Кульберг (Швеция) - Doris Laine (Финляндия) - Rallou Manou (Греция) - Vasile Marcu (Румыния) - Jiri Nemecek (Чехословакия) - Dimitrije Parlic (Сербия) - Yokiko Tomoi (Япония) - Флеминг Флиндт (Дания) - Victor Fulop (Венгрия) - Том Шиллинг (Германия) - Людмила Ширяева (Канада) | Старшая группа             | - Владимир Федянин (СССР) … - Любовь Кунакова (СССР)                                                                                 | - Геннадий Горбанев (СССР) - Вадим Тедеев (СССР) … - Маргарита Дроздова (СССР) | - Марат Даукаев (СССР) - Kirk Peterson (США) … - Людмила Семеняка (СССР) - Зита Эррс (СССР)                                                                                           | Четвёртая премия - Любовь Гершунова (СССР) Пятая премия - Soile Arvola (Финляндия) - Mariana Deneva (Болгария) - Christine Knoblauch (США) |  |
|                 | - Галина Уланова (СССР) - Алисия Алонсо (Куба) - Hanna Voos (Бельгия) - Лиан Дейде (Франция) - Maria Krziszkowska (Польша) - Биргит Кульберг (Швеция) - Doris Laine (Финляндия) - Rallou Manou (Греция) - Vasile Marcu (Румыния) - Jiri Nemecek (Чехословакия) - Dimitrije Parlic (Сербия) - Yokiko Tomoi (Япония) - Флеминг Флиндт (Дания) - Victor Fulop (Венгрия) - Том Шиллинг (Германия) - Людмила Ширяева (Канада) | Младшая группа             | - Hanna Vlacilova (Чехословакия) - Gabor Kevehazy (Венгрия)                                                                          | - Кевин Маккензи (США) - Annelie Alhanko (Финляндия) | - Tom Van Kauenberg (Бельгия) - Ildiko Pongor (Венгрия) - Tatiana Yordanova (Болгария) - Susan Longley (США)                                                                          | |  |
| 1974 8—25 июля  | - Юрий Григорович (СССР) - Алисия Алонсо (Куба) - Margaret von Bahr (Финляндия) - Witold Borkowski (Польша) - Лисетт Дарсонваль (Франция) - Жужа Кун (Венгрия) - Rallou Manou (Греция) - James Moore (Швеция) - Jiri Nemecek (Чехословакия) - Katarina Obradovic (Сербия) - Giuliana Penzi (Италия) - Magdalena Popa (Румыния) - Magda Saleh (Египет) - Evinc Sunal (Турция) - Walter Terry (США) - Yokiko Tomoi (Япония) - Арнольд Хаскелл (Великобритания) - Octavio Cintolesi (Германия) - Том Шиллинг (Германия) - Людмила Ширяева (Канада) | Старшая группа             | - Фернандо Бухонес (США) - Bisser Deyanov (Болгария) - Михаил Цивин (СССР) … - Йоко Моришита (Япония)                                | - Лазаро Карено (Куба) - Gabor Kevehazy (Венгрия) … - Евгения Крастева (Болгария) | - Рамазан Бапов (СССР) … - Мирта Гарсиа (Куба) - Татьяна Ершова (СССР) | Четвёртая премия - Татьяна Капустина (СССР) - Tetsutaru Shimizu (Япония) Пятая премия - Леонид Козлов (СССР) - Александр Мартынов (СССР) |  |
|                 | - Юрий Григорович (СССР) - Алисия Алонсо (Куба) - Margaret von Bahr (Финляндия) - Witold Borkowski (Польша) - Лисетт Дарсонваль (Франция) - Жужа Кун (Венгрия) - Rallou Manou (Греция) - James Moore (Швеция) - Jiri Nemecek (Чехословакия) - Katarina Obradovic (Сербия) - Giuliana Penzi (Италия) - Magdalena Popa (Румыния) - Magda Saleh (Египет) - Evinc Sunal (Турция) - Walter Terry (США) - Yokiko Tomoi (Япония) - Арнольд Хаскелл (Великобритания) - Octavio Cintolesi (Германия) - Том Шиллинг (Германия) - Людмила Ширяева (Канада) | Младшая группа             | - Галина Тесёлкина (Специальный приз, СССР) - Soile Hainonen (Финляндия)                                                             | - Любомир Кафка (Чехословакия) - Rita Hainonen (Финляндия) | - Chiharu Ivakoshi (Япония) - Gheorghe Jancu (Румыния) | |  |
| 1976 10—25 июля | - Юрий Григорович (СССР) - Enayat Azmi (Египет) - Алисия Алонсо (Куба) - Герд Андерсон (Швеция) - Margaret von Bahr (Финляндия) - Olympia Gelodari (Греция) - Жужа Кун (Венгрия) - Vasile Marcu (Румыния) - Jiri Nemecek (Чехословакия) - Katarina Obradovic (Сербия) - Evinc Sunal (Турция) - Уолтер Терри (США) - Yokiko Tomoi (Япония) - Clotilda Ugray (Венгрия) - Алан Фридеричиа (Дания) - Арнольд Хаскелл (Великобритания) - Том Шиллинг (Германия) - Людмила Ширяева (Канада) - Andre-Philippe Hersin (Франция)                         | Старшая группа             | - Marin Boyeru (Румыния) | - Михаил Крапивин (СССР) … - Лариса Василевская (СССР) - Ханна Влачилова (Чехословакия) | - Леонид Козлов (СССР) - Ildiko Pongor (Венгрия) | Четвёртая премия - Павлина Гелева (Болгария) - Любомир Кафка (Чехословакия) - Лин Чарльз (США) Пятая премия - Николай Фёдоров (СССР) |  |
|                 | - Юрий Григорович (СССР) - Enayat Azmi (Египет) - Алисия Алонсо (Куба) - Герд Андерсон (Швеция) - Margaret von Bahr (Финляндия) - Olympia Gelodari (Греция) - Жужа Кун (Венгрия) - Vasile Marcu (Румыния) - Jiri Nemecek (Чехословакия) - Katarina Obradovic (Сербия) - Evinc Sunal (Турция) - Уолтер Терри (США) - Yokiko Tomoi (Япония) - Clotilda Ugray (Венгрия) - Алан Фридеричиа (Дания) - Арнольд Хаскелл (Великобритания) - Том Шиллинг (Германия) - Людмила Ширяева (Канада) - Andre-Philippe Hersin (Франция)                         | Младшая группа             | - Патрик Дюпон (Специальный приз, Франция) - Алла Михальченко (СССР)                                                                 | - Инесса Думпе (СССР) - Ben Van Kauenberg (Бельгия) - Сильви Шевалье (Канада) | - Yassen Vulchanov (Болгария) - Gheorghe Jancu (Румыния) | |  |

| Год  | Медалисты                                                             | Специальное отличие                    | Примечания  |
| ---- | --------------------------------------------------------------------- | -------------------------------------- | ----------- |
| 2018 | Юань Чжэ Цзы Хуань · Кэтрин Баркман                                   | Антониу Касалиньо (юниор)              | [ 3 ]       |
| 2016 | Аманда Гомес · Пол Марк · Елена Свинко · Йонаджае Чо · Асами Накасима | Лу Яа Шпихтиг (юниор) Lou Yaa Spichtig | [ 4 ] [ 5 ] |
| 2014 | Сара Ренда                                                            | Су-Бин Ли                              |             |
| 2012 | Бруклин Мэкк · Денис Черевичко                                        |                                        |             |
| 2010 | Мария Баранова                                                        |                                        |             |
| 2008 | Раду Поклитару                                                        |                                        |             |
| 2006 | Ауберт Вандерлинден                                                   | Иван Васильев (юниор)                  |             |
| 2004 | Даниил Симкин                                                         | Матильда Фрустей                       |             |
| 2002 | Элен Буше · Ирина Колесникова                                         |                                        | [ 6 ]       |
| 2000 | Раду Поклитару                                                        |                                        |             |
| 1998 | Джу Ян                                                                | Чи Као                                 |             |
| 1996 | Раста Томас                                                           |                                        |             |
| 1994 | Клермари Оста · Летиция Пюжоль                                        |                                        |             |
| 1992 | Орели Дюпон                                                           | Хосе Мартинес                          |             |
| 1990 | Аньес Летестю Елена Князькова                                         |                                        |             |
| 1988 | Вирджини Кемпф                                                        |                                        |             |
| 1986 | Наташа Кайо (Nathasha Cailleux)                                       |                                        |             |
| 1984 | Мануэль Легри                                                         |                                        |             |
| 1983 | Кэтрин Хили (юниор)                                                   | Сильви Гиллем (юниор)                  | [ 7 ]       |
| 1980 | Эвелин Харт · David Peregrine                                         | Карен Аверти (Karin Averty; юниор)     |             |
| 1978 | Элизабет Платель                                                      | Рене де Карденас (юниор)               |             |
| 1970 | Жижи Качуляну                                                         |                                        |             |